# Michel Tachdjian
'Michel Tachdjian, né le 6 juin 1962 à Asnières, est un joueur de rugby à XV, champion de France avec le Racing club de France en 1990, international avec l'équipe de France en 1991, évoluant au poste de deuxième ligne (1,95 m pour 101 kg). Il était surnommé "L'anesthésiste d'Erevan" pour sa propension à relever les mêlées et à anesthésier les premières lignes adverses. 

## Carrière de joueur

### En club
Il a été formé au CSM Clamart, club de deuxième division amateur, sis dans les Hauts-de-Seine où il fut sélectionné en équipe de France junior au poste de 3e ligne, avant de rejoindre le RCF. 
- CSM Clamart
- Racing club de France
- ACBB rugby
- Stade français Paris (1994)

### En équipe nationale
Il a disputé son premier test match le 19 janvier 1991, contre l'équipe d'Écosse, son dernier test match fut contre l'équipe d'Angleterre, le 16 mars 1991.

## Palmarès
- Champion de France (Bouclier de Brennus) : 1990
- Vice-champion de France : 1987

## Statistiques en équipe nationale
- Sélections en équipe nationale : 3
- Sélections par année : 3 en 1991
- Tournoi des Cinq Nations disputé : 1991